# Dvorec Gomila
Koordinati:   46°03′92″N, 15°25′61″E
Dvorec Gomila (nemško UnterErckenstein) je stal v naselju Šmarčna v občini Sevnica.

## Zgodovina
Dvorec Gomilo (Unterekckenstein) je v začetku 17. stoletja pozidal Wolf Engelbert pl. Tschetschker. Leta 1628 je dvorec in gospostvo, ki mu je pripadalo 41 kmetij, zapustil sinu Andreju Danijelu pl. Tschetschker. Po njegovi smrti 1657 ga je podedoval njegov sin Franc Engelbert, kateremu je leta 1703 sledil Janez Sigfrid pl. Tschetschker, ki je imel v letih 1707 in 1709 grad v zakupu. Leta 1728 je bil lastnik Gomile Leopold Zaharija pl. Rastern, ki je posest prodal Janezu Andreju pl. Mordaxu. V rodu Mordaxov mu je sledil Jožef Ernest baron Mordax (1739), baron Franc Anton (1754), Jožef baron Anton (1795), ki ga je leta 1823 prodal svoji ženi Jožefi, rojeni Hallerstein. Leta 1826 jo je nasledil njen sin Jožef, po smrti leta 1831 pa njegova žena Alojzija, ki je gospostvo zapustila Gustavu grofu Turjaškemu. Ta je gospostvo leta 1851 prodal Francu grofu Hartigu. Kot lastnik mu je leta 1866 sledil sin Friderik, ki je z Janezom Schinkom posest zamenjal s hišo na Dunaju. Schink je že čez en mesec Gomilo hkrati s posestvoma Impoljca in Nemška vas prodal industrialcu Hermanu Maier-Lowiju. Posest je potem hitro menjavala lastnike: leta 1871 Teodor Stimpfl, 1873 Franc Ernest Mayr baron Melnhof, 1886 tajni svetnik in član državnega zbora Adalbert grof Kottulinsky, 1903 ljubljanski odvetnik dr. Ivan Šušteršič, ki je 1907 nepremičnino imenovano Boštanj (vključevala tudi posestvo Gomilo) prodal veleposestniku v Brezovici pri Zagrebu Jožefu Auschu, leta 1915 pa je na posest vpisana kot lastnik Hrvaška eskomptna banka v Zagrebu.
Konec 19. stoletja so bili od dvorca vidni še samo sledovi. Po prvi vojni je rodbina Jakil na temeljih starega dvorca pozidala nov lovski dvorec. Ime Gomila je dvorec dobil po nekdanjem starejšem imenu naselja.